# Iglesia de Nuestra Señora de la Anunciación (Amán)
La Iglesia de Nuestra Señora de la Anunciación o simplemente Iglesia de Jabal Webdeh es el nombre que recibe un templo de la Iglesia católica que se localiza en Jabal Webdeh, en la ciudad de Amán, la capital del Reino de Jordania.
Se trata de una templo que sigue el rito romano o latino que en 2012 celebró 50 años de su fundación como parroquia. Y que fue restaurada para la ocasión con fondos provientes del Patriarcado Latino de Jerusalén (Patriarcha Hierosolymitanus Latinorum) del cual depende la iglesia y que fue creada por el papa Pío IX en 1847 mediante el breve apostólico Nulla celebrior.

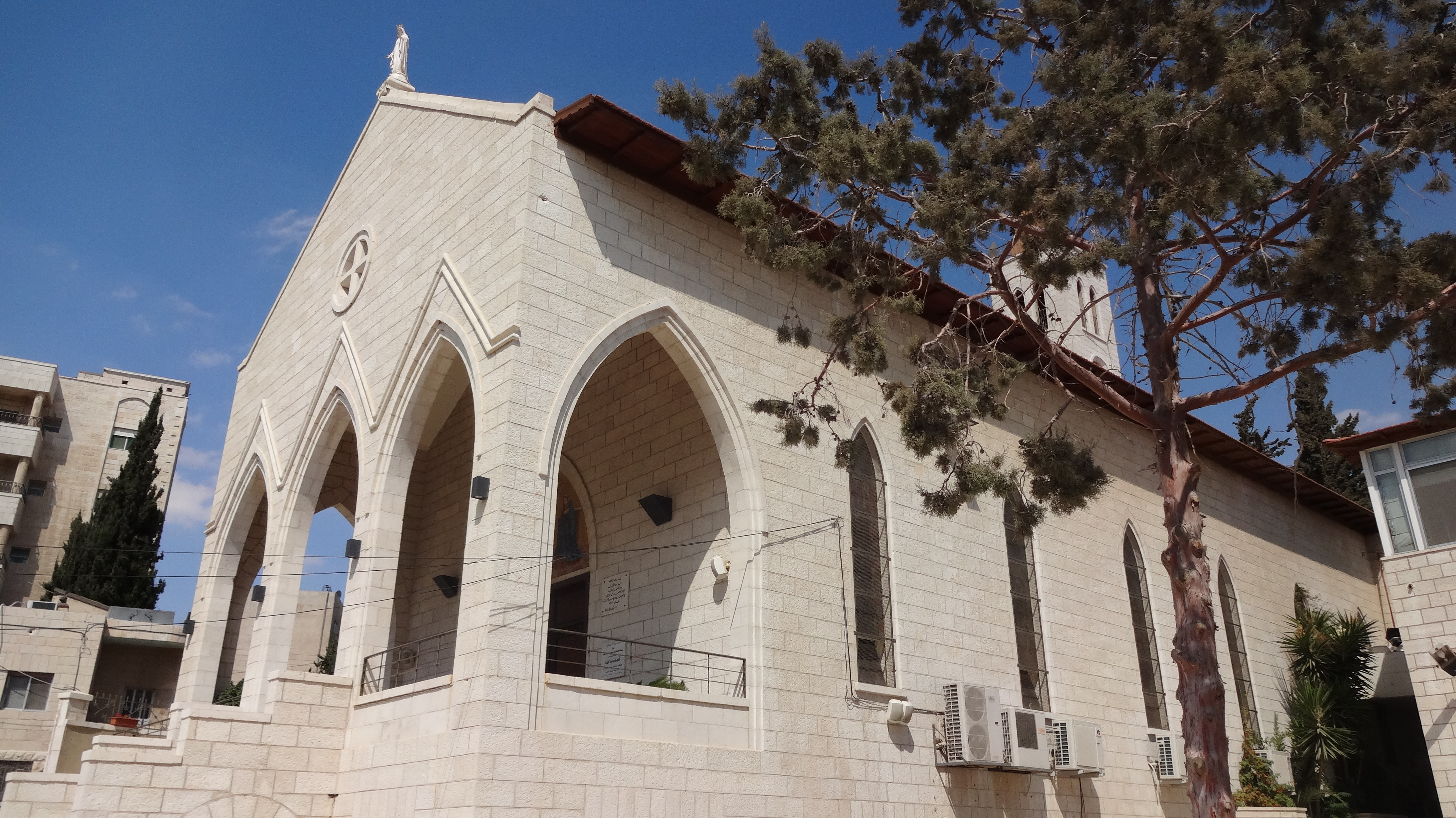
Otra vista del templo